# Thorvald Larsen
Carl Thorvald Larsen (17. december 1892 i København – 21. januar 1992) var en dansk skuespiller, teaterdirektør og forfatter.
Thorvald Larsen dannede i 1921 sit eget turnerende teaterselskab. I 1927 blev han teaterdirektør for Odense Teater. I 1935-59 var han han teaterdirektør ved Folketeatret. Kaj Munks skuespil Sejren (1936) og Han sidder ved smeltediglen (1938) fik her deres førsteopførelser.
I en syvårig periode var han samtidigt teaterdirektør ved Det Ny Teater, hvorved betegnelsen Alliancescenerne om de to teatre opstod.
Thorvald Larsen skrev teaterstykker, teaterhistoriske bøger, selvbiografiske bøger samt bearbejdede tekster til dramaturgisk brug.

## Værker
- Scenisk Kunst hvad enhver Teaterinteresseret bør vide (1917)
- Jul i Købmandsgaarden, bearbejdelse af Sophie Breums roman af samme navn (1936)
- Kongelig Naade Lejlighedsspil i Anledning af de københavnske Privatteatres Oprettelse 1948 (1948)
- Minder om mennesker jeg skylder tak (1965)
- Fra mindernes dragkiste erindringer fra et liv i bøgernes, teatrets og filmens verden (1972)
- Eroters leg dramatisk kærligheds-antologi i uddrag (1975)
- Hjerters banken på danske teatre i 136 sæsoner kærligheds-scener af danske skuespil, tragedier og dramaer fra årene 1810 til 1946 i udvalg (1976)
- Merkur og Caritas folkekomedie om købmandskab og kærlighed i 5 akter, handlingen foregår i årene 1949-1955 (1981)
- Publikums teaterfavoritter folkekære skuespil, komedier, lystspil, farcer, operetter og sangspil, opført mindst 300 gange på større scener i København (1983)
- Juleknas skæmt og alvor i liflig blanding historier og erindringsbilleder fra venner til venner (1988)